# Toddalioideae
Toddalioideae là một phân họ từng được công nhận thuộc họ Cửu lý hương. Chi điển hình của phân họ vốn là Toddalia, hiện nay được coi là đồng nghĩa với Zanthoxylum (chi Xuyên tiêu) và được xếp vào phân họ Zanthoxyloideae.